# Olavius valens
Olavius valens är en ringmaskart som beskrevs av Erséus 1997. Olavius valens ingår i släktet Olavius och familjen glattmaskar. Inga underarter finns listade i Catalogue of Life.